# جورج واشنطن فاندربيلت الثاني
جورج واشنطن فاندربيلت الثاني (بالإنجليزية: George Washington Vanderbilt II) (و. 1862 – 1914 م) هو جامع تحف من الولايات المتحدة الأمريكية . توفي في واشنطن العاصمة .